# 普雷斯科特鎮區 (明尼蘇達州法里博縣)
普雷斯科特鎮區（英語：Prescott Township）是位於美國明尼蘇達州法里博縣的一個行政鎮區。

## 地方資料
普雷斯科特鎮區的面積為93.45平方千米，當中陸地面積為92.84平方千米，而水域面積為0.61平方千米。根據2020年美國人口普查的數據，當地共有人口185人，而人口密度為每平方千米1.98人。